# Ginástica artística nos Jogos Olímpicos de Verão de 2012 - Barras paralelas
A final masculina das barras paralelas da ginástica artística nos Jogos Olímpicos de Verão de 2012 foi realizada na North Greenwich Arena de Londres, em 7 de agosto.

## Medalhistas
| Ouro   | CHN Feng Zhe       |
| Prata  | GER Marcel Nguyen  |
| Bronze | FRA Hamilton Sabot |

## Qualificatória
| Pos. | Ginasta                  | Pontos | Nota |
| ---- | ------------------------ | ------ | ---- |
| 1    | JPN Yusuke Tanaka        | 15.866 | Q    |
| 2    | JPN Kazuhito Tanaka      | 15.725 | Q    |
| 3    | CHN Feng Zhe             | 15.633 | Q    |
| 4    | RUS Emin Garibov         | 15.600 | Q    |
| 5    | JPN Kohei Uchimura       | 15.533 |      |
| 6    | GER Marcel Nguyen        | 15.525 | Q    |
| 7    | GRE Vasileios Tsolakidis | 15.466 | Q    |
| 8    | MEX Daniel Corral        | 15.433 | Q    |
| 9    | FRA Hamilton Sabot       | 15.366 | Q    |
| 9    | CHN Zhang Chenglong      | 15.366 | Q    |
| 11   | SVK Samuel Piasecký      | 15.358 | R    |
| 12   | USA Danell Leyva         | 15.333 | R    |

- Q – Qualificado para a final
- R – Reserva

## Final
| Pos.              | Ginasta                  | Nota D | Nota E | Pen. | Total  |
| ----------------- | ------------------------ | ------ | ------ | ---- | ------ |
| Medalha de ouro   | CHN Feng Zhe             | 7.000  | 8.966  |      | 15.966 |
| Medalha de prata  | GER Marcel Nguyen        | 6.800  | 9.000  |      | 15.800 |
| Medalha de bronze | FRA Hamilton Sabot       | 6.700  | 8.866  |      | 15.566 |
| 4                 | JPN Kazuhito Tanaka      | 6.700  | 8.800  |      | 15.500 |
| 5                 | MEX Daniel Corral        | 6.600  | 8.733  |      | 15.333 |
| 6                 | RUS Emin Garibov         | 6.500  | 8.800  |      | 15.300 |
| 6                 | GRE Vasileios Tsolakidis | 6.500  | 8.800  |      | 15.300 |
| 8                 | JPN Yusuke Tanaka        | 6.400  | 8.700  |      | 15.100 |
| 9                 | CHN Zhang Chenglong      | 6.300  | 7.508  |      | 13.808 |